# アラビア語ヨルダン方言
アラビア語ヨルダン方言はアラビア語の口語（アーンミーヤ）のひとつで、レバント方言に分類される言語。ヨルダンで話されているものを指す。語彙には英語やフランス語、トルコ語の影響がみられる。ヨルダン方言は600万人以上に話され、多くのアラビア語圏で通じる。

アラビア語レバント方言の分布

アラビア語の口語（アーンミーヤ）の方言地図